# 켄타우로스

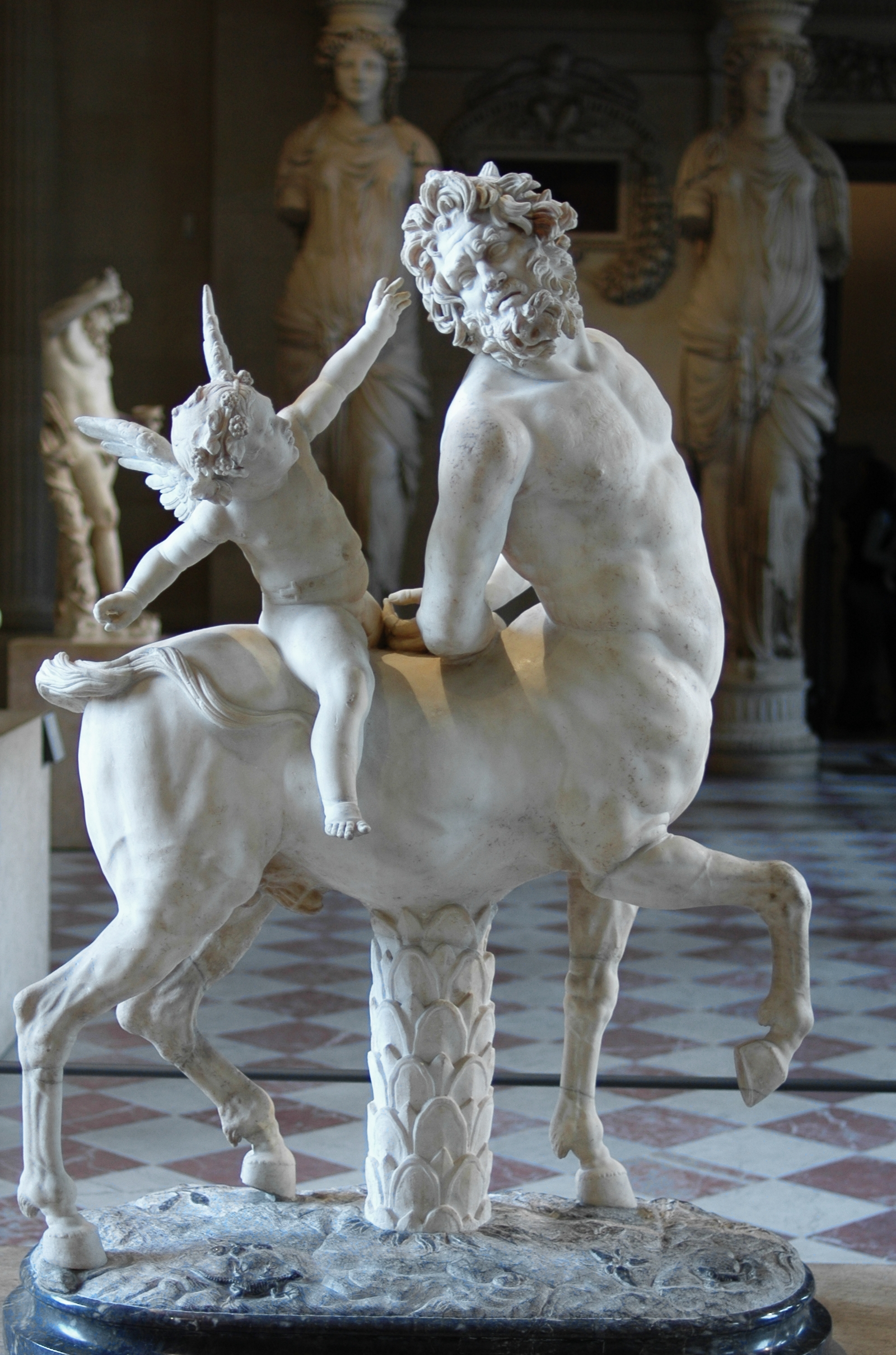
에로스를 등에 태운 켄타우로스

켄타우로스(그리스어: Κένταυροι)는 그리스 신화에 나오는 수인(비스트맨)이자 상반신은 사람의 모습이고 하반신은 말인 상상의 종족의 일종이다. 몸에서 말의 부분은 태양에 속하는 남성적인 힘을 나타내며, 이 힘을 다스리는 상반신을 이루는 사람 부분에 있다. 요컨대 켄타우로스는 덕성과 판단력이라는 인간의 고귀한 본성과 대비되는 인간의원초적인 에로스적 본능을 상징한다.
켄타우로스는 그리스 중동부 지역인 테살리아의 왕 익시온의 후예들이라고 한다. 신화에 따르면, 어느 날 올림포스 산으로 가서 신들의 잔치에 동석한 익시온은 그 곳에서 헤라를 보고 첫눈에 반하게 되었는데, 이를 눈치 챈 제우스가 그에게 헤라의 모습을 본떠서 만든 구름을 가져다 주었다. 익시온은 구름을 헤라로 알고 몸을 섞었는데 그 사이에서 태어난 게 바로 켄타우로스이다.
켄타우로스는 대초원에 무리를 지어 사는데, 대부분 성질이 난폭하고 음탕하다. 55살까지 살 수 있으나 대부분 40살이 되면 죽는 이유는 피살되거나 전사하기 때문이다. 그만큼 난폭하다는 의미이다. 또한 술을 너무 좋아하여 종종 술에 취해 추태를 부리기도 한다. 그래서 술의 신 디오니소스의 추종자 대열에 합류하는 이가 적지 않았다.
켄타우로스가 저지른 비행 중에서 가장 널리 알려진 것은 테살리아 왕의 결혼식을 아수라장으로 만든 이야기이다. 사람들과 곧잘 사귀었던 켄타우로스들은 결혼식에 하객으로 초청받았었는데, 잔치가 한창 무르익어갈 무렵 몇몇이 술에 만취해 신부에게 모욕을 주고 행패를 부렸다. 이를 빌미로 인간과 켄타우로스 간에 혈투가 벌어졌다. 결국 싸움에서 진 켄타우로스들은 테살리아를 떠났으며, 남아있던 자들은 훗날 헤라클레스에 의해 대부분 죽임을 당했다.
그러나 모든 켄타우로스가 호전적이고 난폭한 건 아니다. 케이론이라는 켄타우로스는 의술, 음악, 수렵, 예언에 능통하였으며, 결코 죽지 않는 불사의 운명을 타고났다. 아폴론과 아르테미스 남매로부터 가르침을 받은 케이론은 그리스 신화에 나오는 대부분의 영웅(헤라클레스 등)들을 자신의 제자로 두었다. 케이론은 의술이 뛰어나 죽은 사람도 소생시켰기 때문에 명계의 왕인 저승의 신 하데스로부터 분노와 원망을 샀다. 그 결과 케이론은 하데스의 청탁을 받은 제우스가 쏜 독화살을 맞고 쓰러졌다. 제우스는 불사의 케이론이 영원히 상처의 고통을 받는 것에 연민을 느껴 그를 황도 12궁의 궁수자리, 즉 켄타우로스자리로 만들었다.

## 대중문화
- RPG 게임 타이탄 퀘스트에서도 그리스 시나리오의 주요 몬스터로 등장한다. 일반 켄타우로스와 강화판인 불사의 켄타우로스 두 종류가 나오며, 퀘스트 표적인 네소스는 물론이고 케이론도 등장한다.
- 날아라 슈퍼보드에서 켄타우로스와 아수라가 합체된 마귀 얼굴셋 팔여섯이라는 마귀가 등장해서 일행들이 구해줘서 마음을 고쳐먹고 착하게 살게 된다.
- 원피스 펑크해저드 에피소드에서 해적 갈색수염과 그의 부하들이 켄타우로스처럼 각각의 동물들의 다리를 가지고 등장
- 디지몬 시리즈 - 캔터스몬, 바지라몬, 파지라몬

## 같이 보기
- 켄타우루스자리